# Перуц
Перуц (чеш. Peruc) је насељено мјесто са административним статусом варошице (чеш. městys) у округу Лоуни, у Устечком крају, Чешка Република.

## Становништво
Према подацима о броју становника из 2014. године насеље је имало 2.199 становника.